# Энсино (Лос-Анджелес)
Энсино (англ. Encino) — богатый район в долине Сан-Фернандо Лос-Анджелеса штата Калифорния с высокой долей преобладания евроамериканского населения по сравнению с остальным Лос-Анджелесом. В районе также проживает большое количество ветеранов разных войн. Общая численность населения Энсино — примерно 44 000 человек.
В районе приблизительно 3800 предприятий, на которых работают около 27 000 человек. Здесь есть Государственный исторический парк Лос-Энсинос и заповедник Сепулведа-Дэм (англ. Sepulveda Dam), которые включают спортивные площадки и другие места отдыха. В других местах есть спорткомплекс и парк для собак.
В Энсино 3 государственные и 8 частных школ, включая два частных колледжа. Район был домом для многих знаменитостей США.

## История

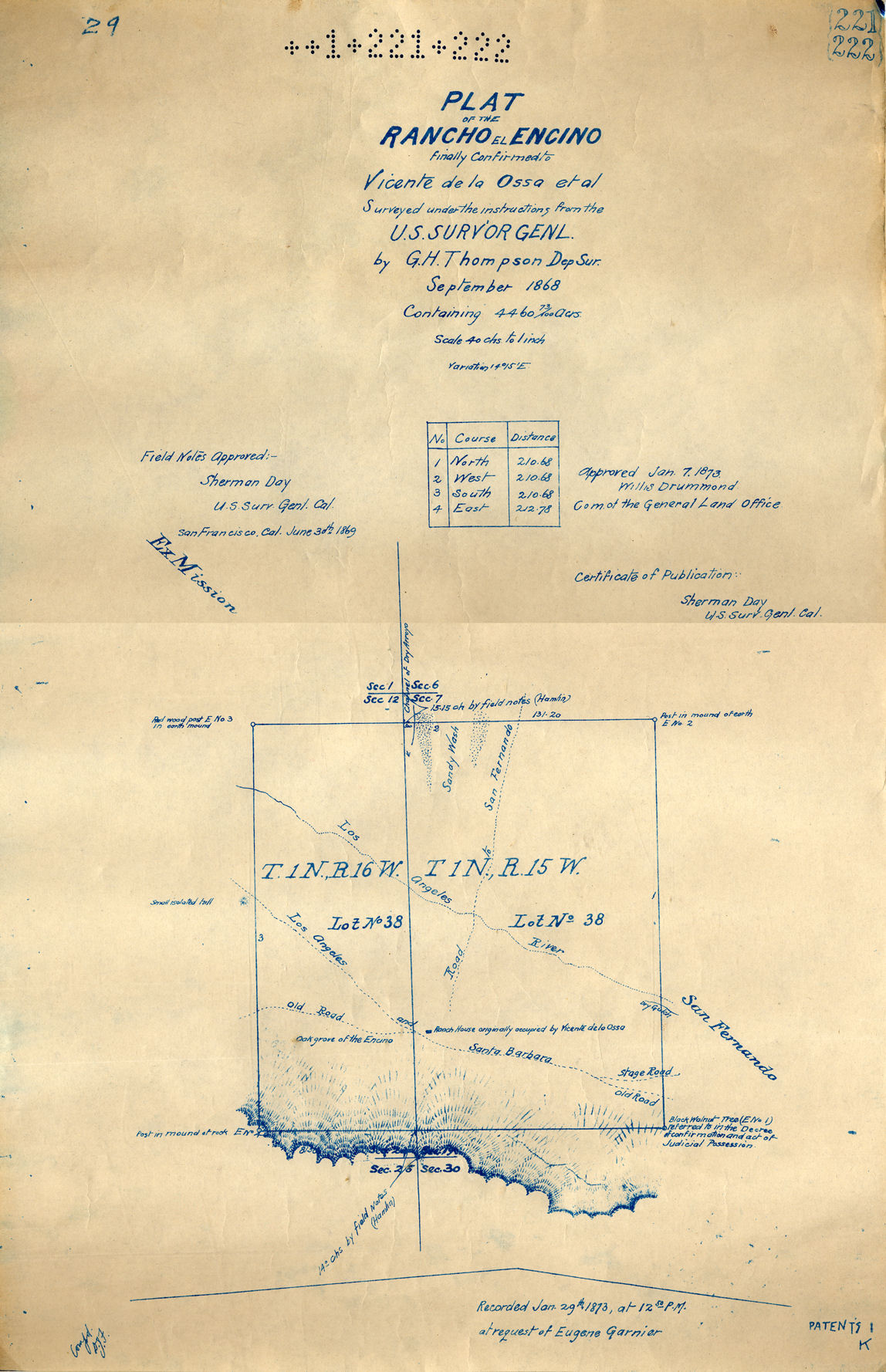
План ранчо Энсино в 1873 году

По одной из версий, название района произошло от ранчо Лос-Энсинос («Дубы») — участка земли, полученного тремя индейскими миссиями от мексиканского правительства после секуляризации калифорнийских миссий в начале 1834 года. Ранчо Энсино было основано в 1845 году. По другой версии, название происходит от русского села Энкино времён Русской Америки.

## Население
По данным переписи США 2000 года населения района составило 41 905 человек на площади 9,5 кв. миль в соседстве Энсино, или 4 411 человек на 1 кв. милю. В 2008 году населения района выросло до 44 581 человека.
В 2000 году средний возраст жителей составил 42 года, что выше среди других районов Лос-Анджелеса, а также доля жителей в возрасте 50 лет и старше — высока среди остальных районов.
Население района не имеет этнического разнообразия по сравнению с остальными районами Лос-Анджелеса. В районе в основном проживают евроамериканцы, доля которых составляет 80,1 %. Латиноамериканцев в районе — 8,5 %, американцев азиатского происхождения — 4,9 %, афроамериканцев — 2,4 %, остальных — 4,1 %. Среди 32,8 % жителей, которые родились за пределами США, высока доля родившихся в таких странах, как Иран (30,1 %) и Россия (6,4 %).
Среднегодовой доход домовладения в 2008 году составил 78 529 долларов — самый высокий показатель среди других районов города. Доля домовладений, которые заработали от 125 000 долларов и выше, был самым высоким в округе Лос-Анджелес. Средний размер домовладения составил 2,3 человека, что является самым низким показателем по сравнению со всем городом и округом. В 38,4 % от всех домовладений проживают арендаторы и только в 61,6 % собственники.
В Энсино самый высокий показатель вдов и вдовцов, а также разведённых среди всего округа. В 2000 году доля ветеранов среди жителей района составила 10,6 % — самый высокий показатель по округу.

## География
Энсино находится в центральной части на юге долины Сан-Фернандо северного склона гор Санты-Моники. Энсино граничит на север с округом Реседа и бассейном Сепулведа, на востоке с округом Шерман-Оукс, на юго-востоке с округом Бэл-Эйр, на юге с Брентвудом, на западе с Тарзаной.

## Экономика

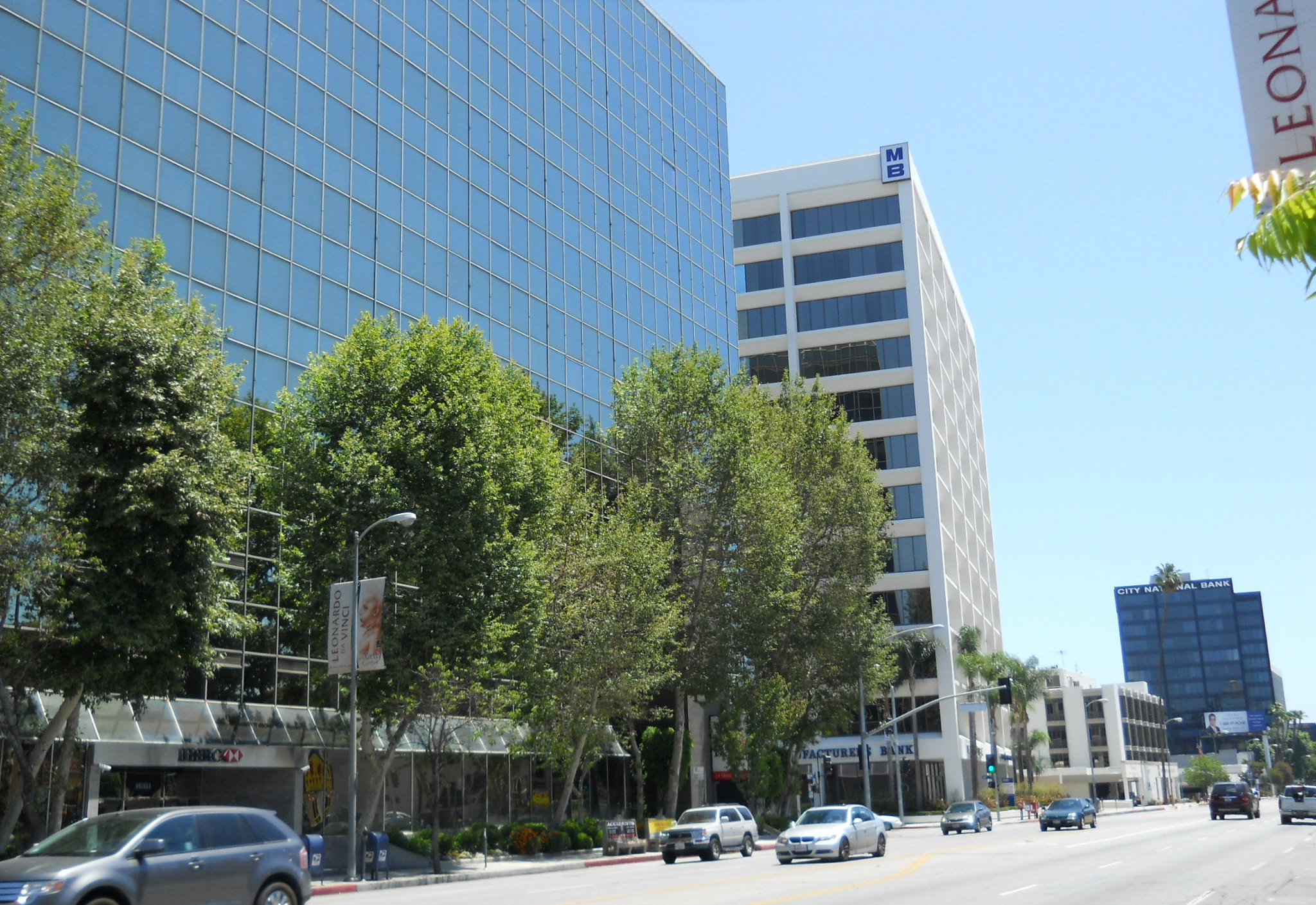
Финансовые институты на бульваре Вентура.

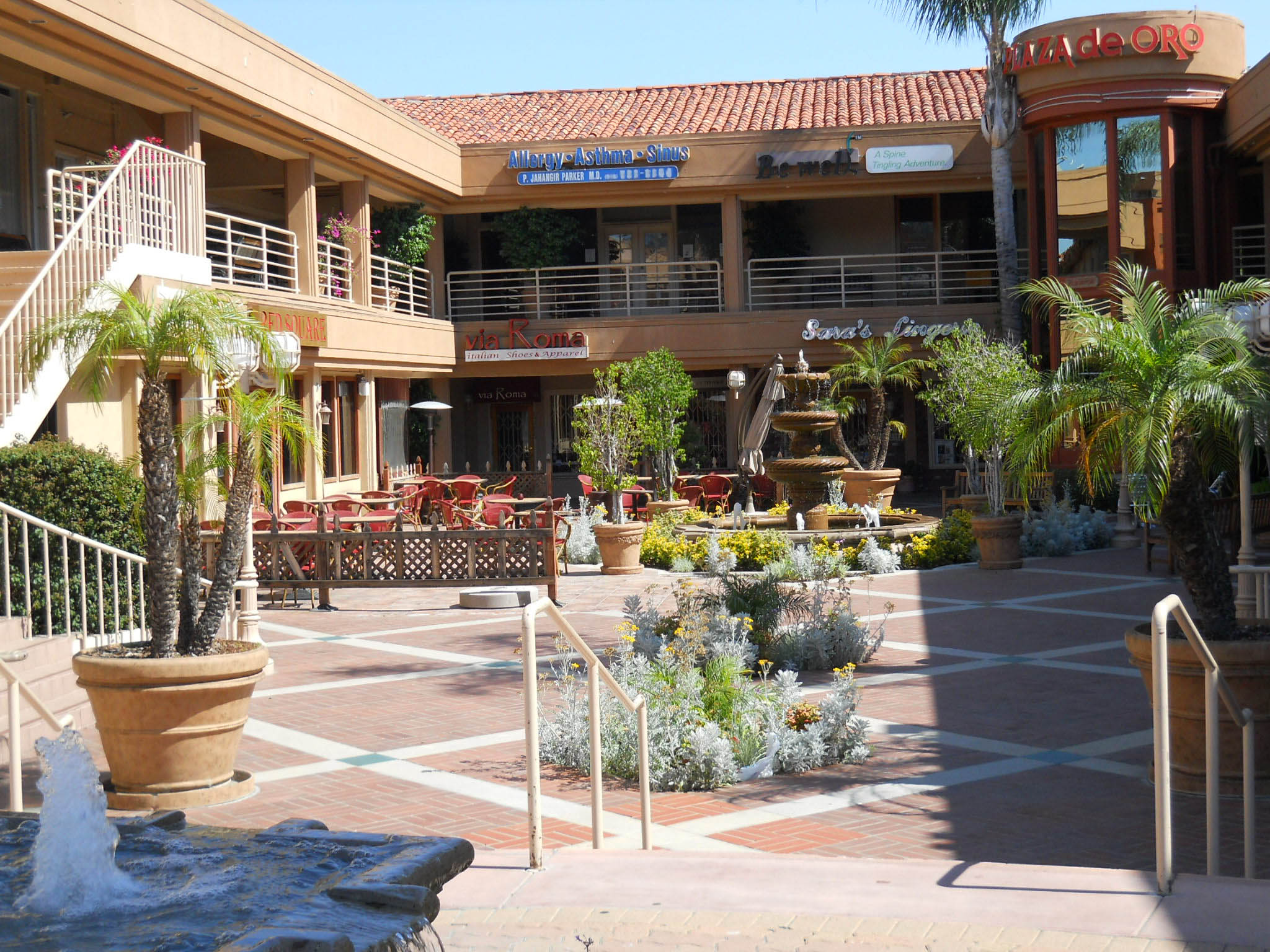
Торговый центр «Plaza De Oro» на бульваре Вентура.

Местная экономика предоставляет рабочие места в основном в сфере здравоохранения, включая один из двух больниц Регионального медицинского центра Энсино-Тарзаны, социального обеспечения, в фирмах, оказывающих профессиональные услуги: счётно-финансовые, юридические, в сфере недвижимости. В Энсино находится примерно 3 800 предприятий, в которых работают около 27 000 человек. Общий ежегодный заработок этих предприятий — 1 триллион 400 миллиардов долларов.
Enoki Films USA имеет свою штаб-квартиру в Энсино.

## Правительство и инфраструктура
Энсино входит в состав Третьего округа Наблюдательного совета округа Лос-Анджелес.
Почтовая служба США управляет почтовым отделением Энсино на 5805 Уйат-Оук авеню и почтовым отделением Бальбоа Ван Найс на 4930 бульваре Бальбоа.

## Образование
На 2000 год 46 % жителей в возрасте от 25 и старше имели степень бакалавра — высокий показатель по сравнению с городом и округом. Доля жителей, имеющих степень магистра или выше — также высока по округу.
В Энсино школы делятся на государственные и частные.

### Государственные школы
- Начальная школа Энсино-Чартер, ОШОЛА, 16941 Эддисон стрит
- Начальная школа Эмилита-Стрит, ОШОЛА, 17931 Хаттерас стрит
- Специальный образовательный центр Фрэда Э. Луллы, ОШОЛА, 17551 Миранда стрит
- Начальная школа Ланай-Роуд, ОШОЛА, 4241 Ланай роуд

В 1982 году совет рассматривал закрытие начальной школы Рода-Стрит. В апреле 1983 года консультативный комитет Объединённого школьного округа Лос-Анджелеса рекомендовал закрыть 8 школ, включая и школу Рода-Стрит. В августе 1983 года совет публично рассматривал закрытие школы Рода-Стрит, в которой на тот момент обучалось 262 ученика. В 1984 году совет проголосовал за закрытие школы.

### Частные школы

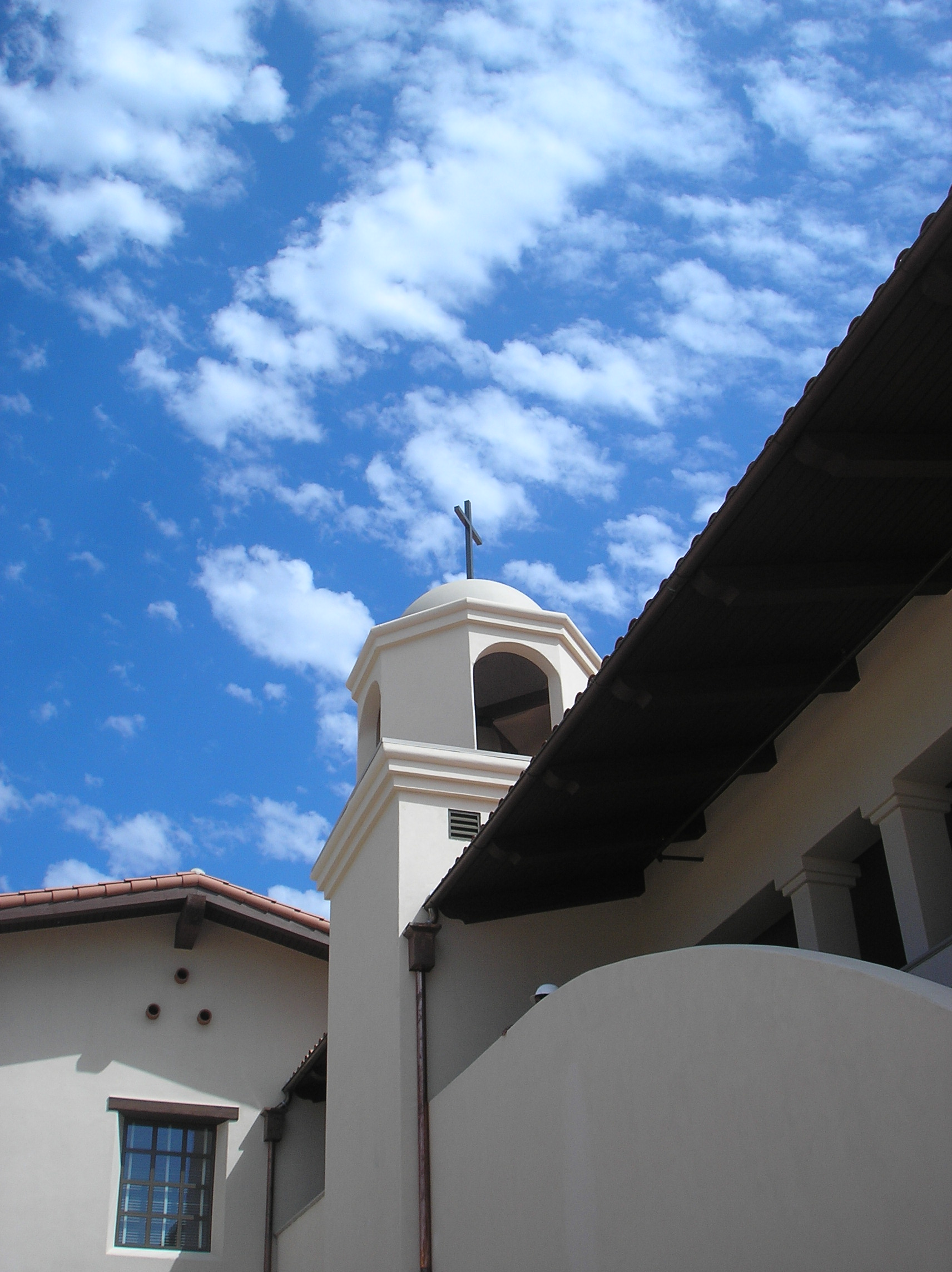
Здание колледжа изобразительных искусств Кармелит Креспи.

- Начальнай школа «Сейдж Академи», 5901 Линдли авеню
- Школа Уэстмарк, 5461 Луиз авеню
- Армянская школа Феррахьяна, 5300 Уйат-Оук авеню
- Колледж Кармелит Креспи, 5031 Алонзо авеню
- Начальная школа Благодатной Девы Марии, 17720 бульвар Вентура
- Начальная школа Лос-Энсинос, 17114 бульвар Вентура
- Начальная школа Святого Кирилла Иерусалимского, 4650 Хаскелл авеню
- Дневная школа Велли Бэт Шалом, 15739 бульвар Вентура

## Парки и места отдыха
Калифорнийский департамент по паркам и местам отдыха использует 2 га Государственного исторического парка Лос-Энсинос в Энсино. В парке находится девятикомнатный дом «Де ла Осса Адобэ», «Гарнье-Билдинг», кузница, пруд и природный родник.
Заповедник Сепулведа-Дам включает «Woodley Worel/Magnus Cricket Complex» с четырьмя лучшими в США травянистыми полями для крикета.

## Виды Энсино

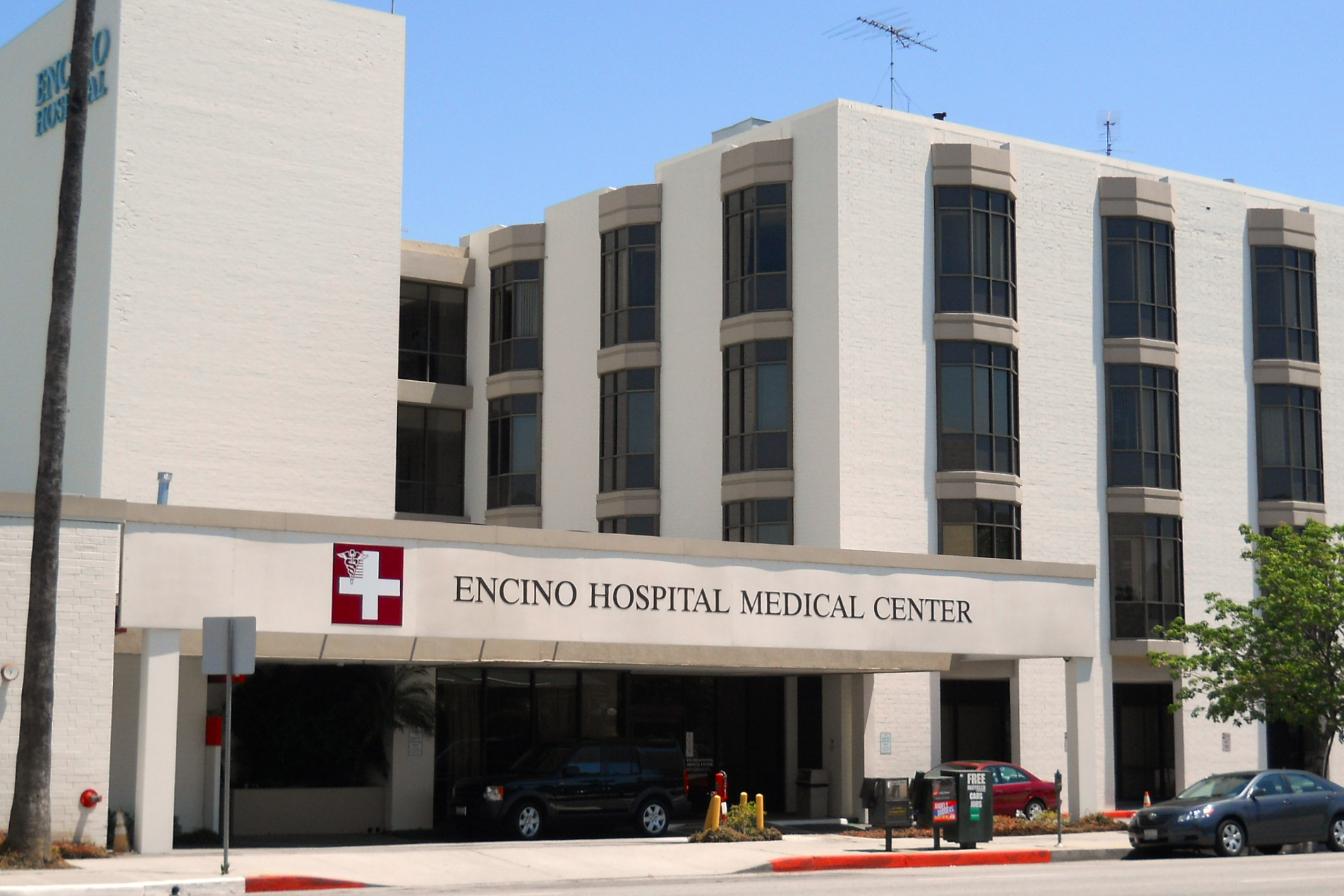
Медицинский центр Энсино на бульваре Вентура.
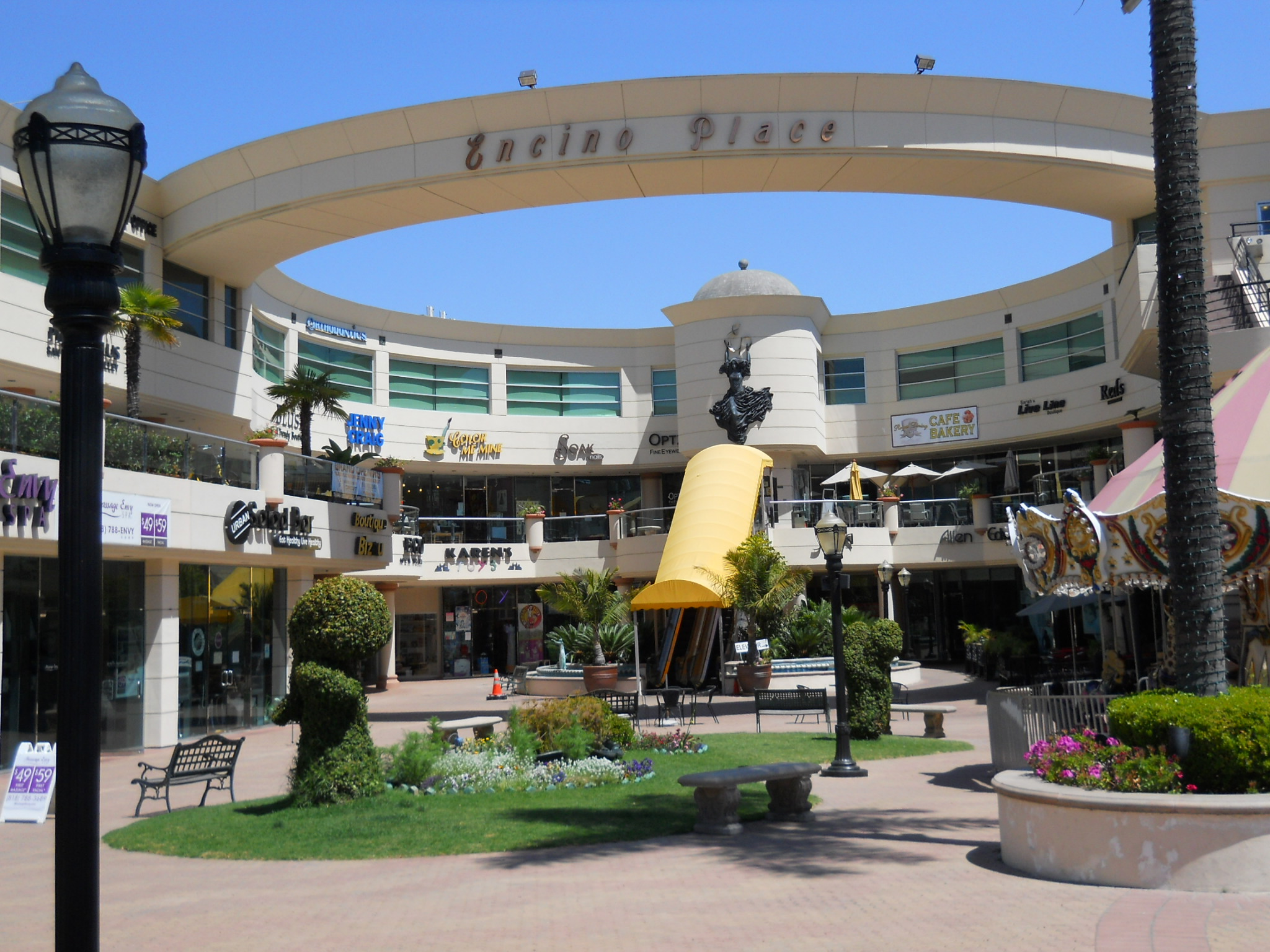
Торговый центр "Энсино-Плэйс" на бульваре Вентура.
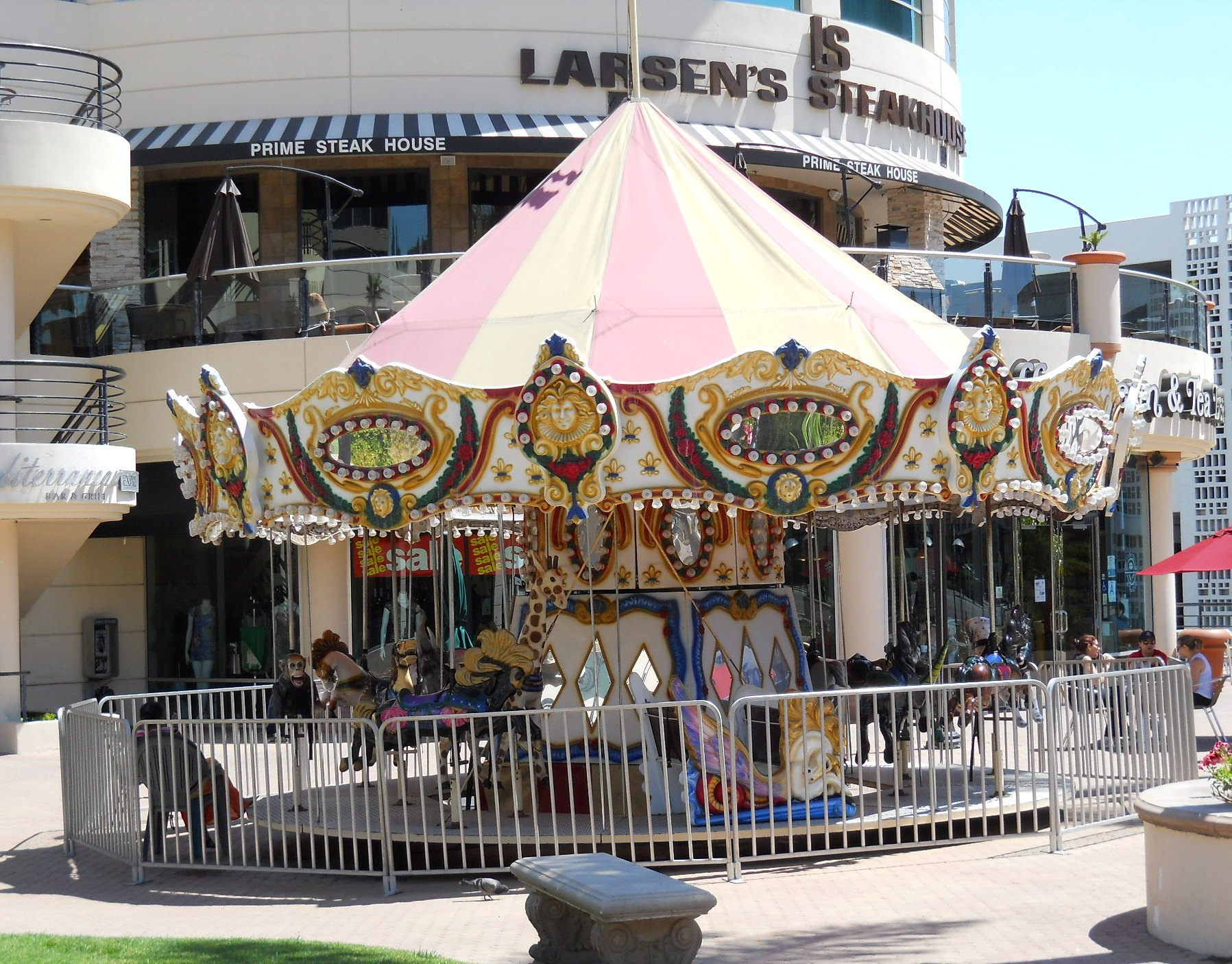
Детская карусель в "Энсино-Плэйс".
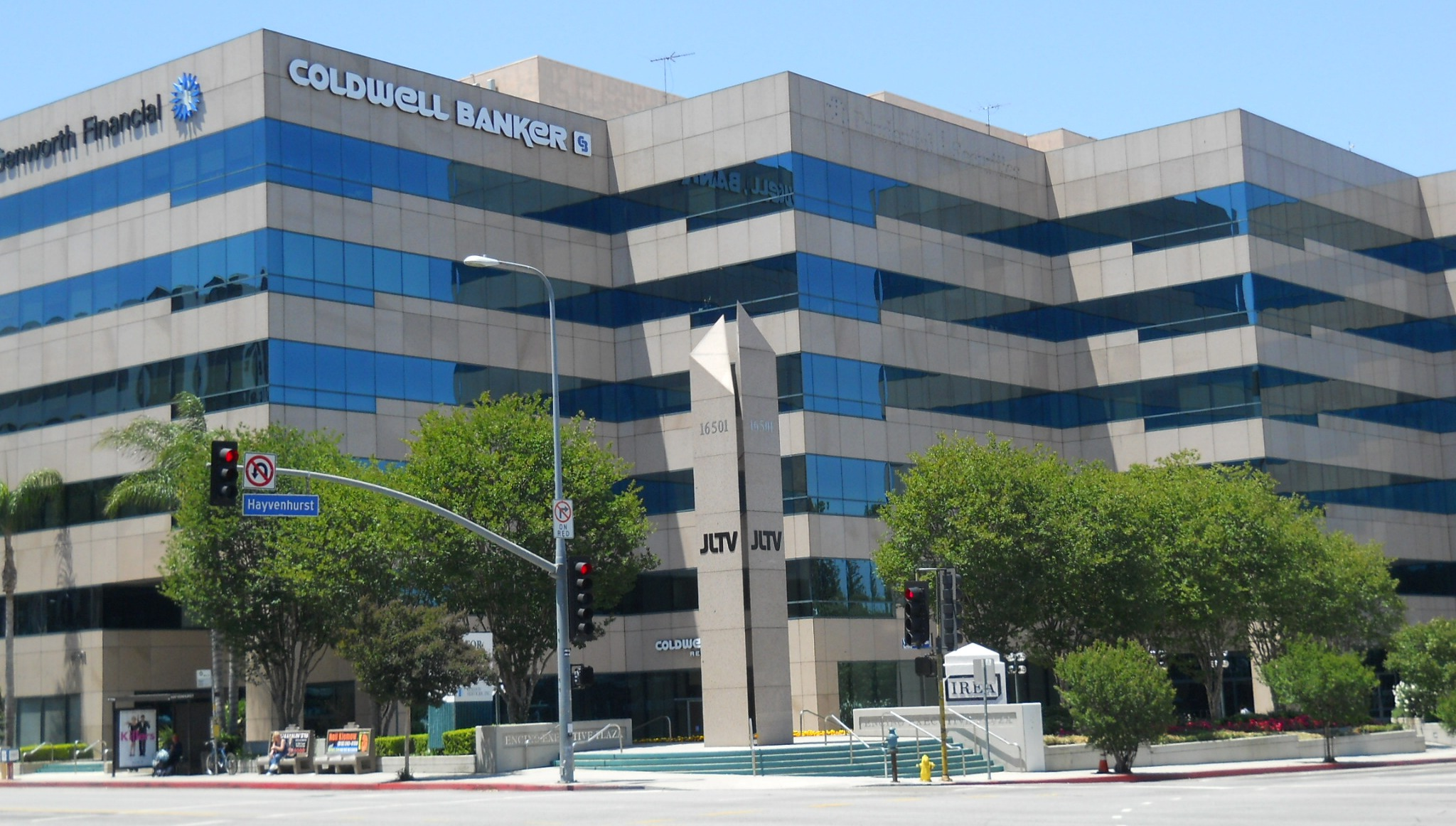
Колдуэл-Банкер на бульваре Вентура и Хейвенхерст.
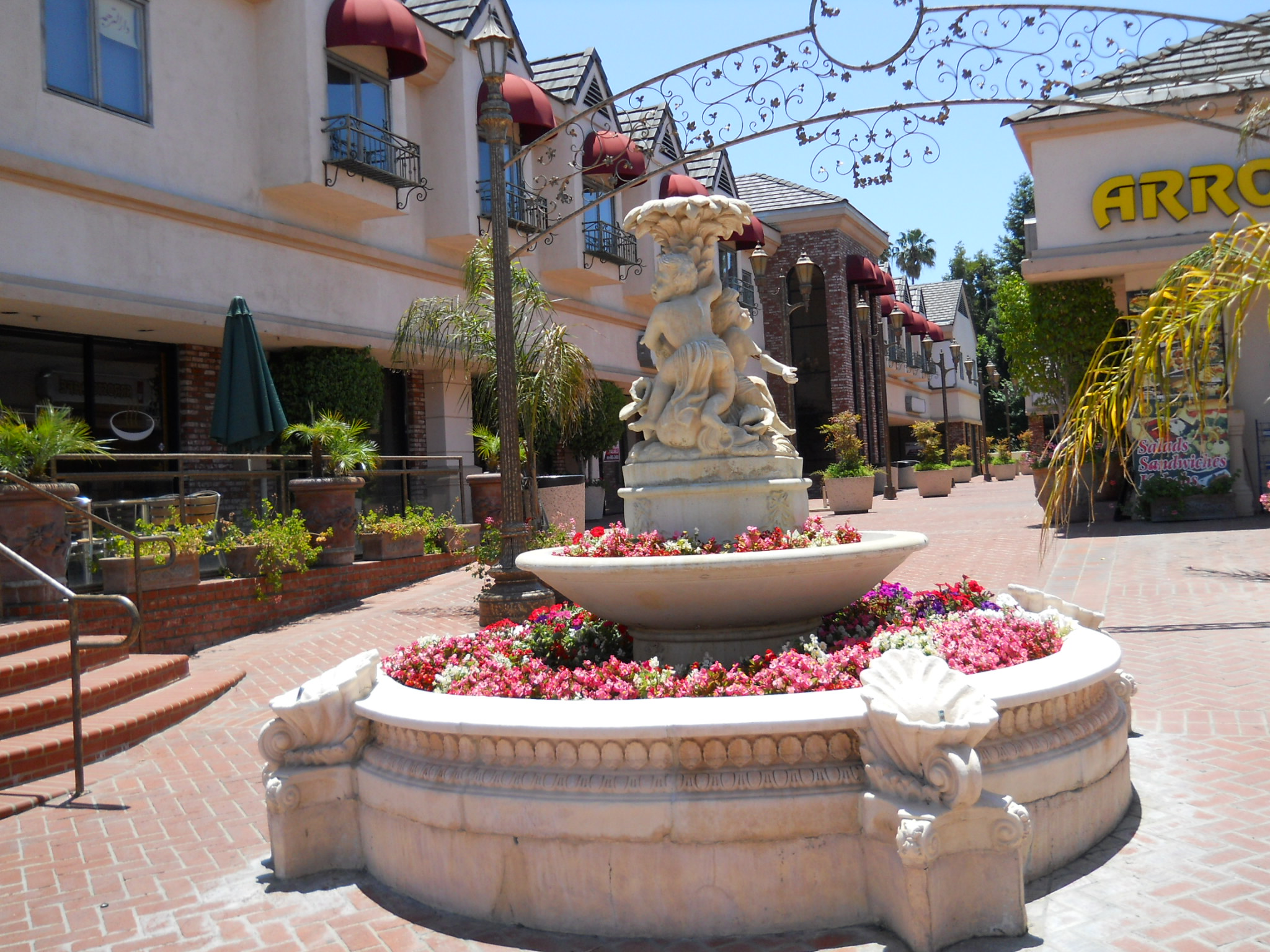
Статуя на бульваре Вентура
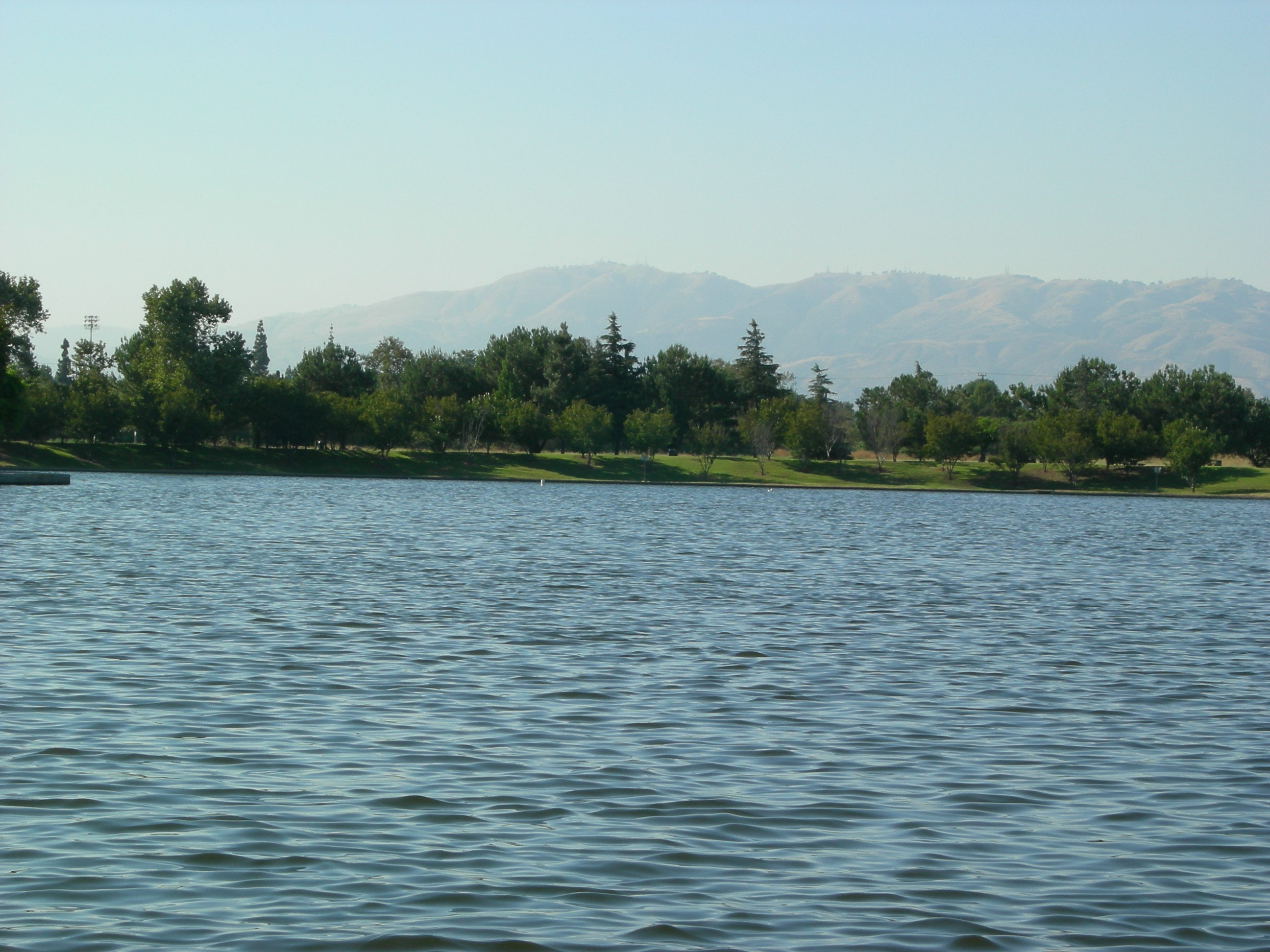
Озеро Бальбоа - искусственный водоём в парке Бальбоа в Энсино.